# Nehoiu
Nehoiu (pronunciat en romanès: [neˈhoju]) és una ciutat del comtat de Buzău, Muntènia, Romania, amb una població de 11.631 habitants.
La transformació de la fusta és la principal activitat econòmica local. La ciutat té un molí forestal des de principis del segle xx. Es va convertir oficialment en una ciutat el 1989, com a resultat del programa de sistematització rural romanès.
La ciutat administra nou pobles: Bâsca Rozilei, Chirlești, Curmătura, Lunca Priporului, Mlăjet, Nehoiașu, Păltineni, Stănila i Vinețișu.
Segons el cens del 2011, el 96,31% de la població es declarava romanesa (el 0,12% declarava una altra ètnia i el 3,55% no declarava una ètnia).

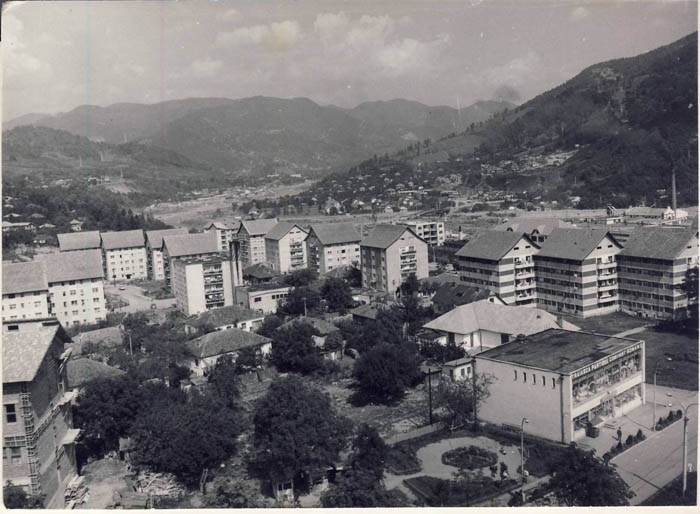
Es construeixen blocs de pisos a Nehoiu com a part d’un programa de sistematització rural